# 赣瑞龙铁路
赣瑞龙铁路（赣龙铁路扩能改造工程）自江西省赣州至福建省龙岩，全长249.418公里。

## 概况
赣龙铁路扩能改造工程（赣州至龙岩铁路扩能工程），也称：赣龙铁路复线项目，该工程实质是按照赣龙铁路的大致走向新建双线，在关键的服务客运的车站上进行并站；全线长249.418公里，设赣县站、于都站、西江站、瑞金站、长汀南站、冠豸山南站、古田会址站、龙岩站，长汀南站和古田会址站（原名上杭北站、上杭古田站）是新设车站，其余车站均和赣龙铁路现有同名车站并站。

## 历史

### 前期准备
2007年12月赣龙铁路复线扩能项目启动。
根据2008年4月的商定的计划，将新建双线电气化时速200公里/小时的客运兼货运铁路，同时保留原单线铁路使得沿线铁路成三线形态；2008年12月初《赣州至龙岩铁路扩能工程项目建议书》由铁道部、福建省、江西省一同上报国家发改委，投资预估为227.2亿元；12月21日赣龙铁路复线改造项目建议书评估会在北京召开。
2009年3月19日国家发改委批准赣龙铁路扩能工程，投资246.96亿元；2009年11月9日《改建铁路赣州至龙岩铁路扩能改造工程环境影响报告书》通过评审，全长273.206公里，自京九铁路赣州站引出，2009年12于国家发展改革委批复了赣州至龙岩铁路扩能工程可行性研究报告，全长250.4公里，工程线路自京九铁路赣县站引出；12月29日开始部分前期施工。

### 开工建设
2010年11月8日赣龙铁路复线改造工程正式启动；12月29日赣龙铁路扩能改造工程合同签字仪式在赣州举行。
2013年6月2日罗坳站实现客货业务分离。
2014年12月28日正线最后一座隧道贯通。
2015年4月5日福建段T梁架设完成。
2015年6月27日全线贯通

### 联调联试
2015年8月进入静态验收
2015年8月25日透露南铁发布了《南昌铁路局关于做好赣瑞龙铁路联调联试及试运行期间安全工作的通知》（南铁安监函[2015]784号）
2015年9月11日赣州车务段表示赣龙铁路复线将于9月15日正式送电，12日南昌铁路局确认通赣瑞龙铁路电日期，13日龙岩车务段也确认通电日期
2015年9月15日正式送电
2015年10月14日进入联调联试
2015年11月26日空载试运行
2015年12月7日，有网友在论坛贴出红头文件表示赣瑞龙将冲刺最高330时速。

### 开通运营
2015年12月26日开通运营。2021年12月10日，开通“铁路e卡通”业务。

## 沿途车站
| 路线 | 路线 | 路线 | 所在地区 | 所在地区 | 所在地区 | 车站       | 站间里程 （公里） | 连接铁路                                 | 转乘路线 | 规模 | 备注                                 |
| ---- | ---- | ---- | -------- | -------- | -------- | ---------- | ----------------- | ---------------------------------------- | -------- | ---- | ------------------------------------ |
|      |      |      | 江西     | 赣州市   | 赣县区   | 赣县站     |                   | 京九铁路                                 |          |      |                                      |
|      |      |      | 江西     | 赣州市   | 于都县   | 于都站     |                   | 赣龙铁路                                 |          |      | 客、货中间站                         |
|      |      |      | 江西     | 赣州市   | 会昌县   | 会昌北站   |                   | 赣龙铁路                                 |          |      | 客、货中间站                         |
|      |      |      | 江西     | 赣州市   | 瑞金市   | 瑞金站     |                   | 赣龙铁路                                 |          |      | 客、货中间站                         |
|      |      |      | 福建     | 龙岩市   | 长汀县   | 长汀南站   |                   | 赣龙铁路                                 |          |      | 客运中间站                           |
|      |      |      | 福建     | 龙岩市   | 连城县   | 冠豸山南站 |                   | 赣龙铁路、清冠铁路                       |          |      | 客、货中间站                         |
|      |      |      | 福建     | 龙岩市   | 上杭县   | 古田会址站 |                   | 龙龙高速铁路                             |          |      | 客运中间站，原名上杭北站、上杭古田站 |
|      |      |      | 福建     | 龙岩市   | 新罗区   | 龙岩站     |                   | 赣龙铁路、龙漳铁路（龙厦铁路）、漳龙铁路 |          |      | 客运站                               |